# 高黎贡球兰
高黎贡球兰（学名：Hoya gaoligongensis），一种分布于中国云南省西部高黎贡山地区的附生攀援藤本植物，隶属于夹竹桃科球兰属。

## 发现
高黎贡球兰早在1935年就被采集过标本，但是由于球兰属植物在做成腊叶标本时，副花冠的形状和空间结构信息大量损失，给鉴定工作带来非常大的困难，以致该种长期未被正确鉴定。直到2020年通过与近似物种的标本进行对比以及2年多的持续活体观察和比对，最终确定为新种描述发表。

## 特征
高黎贡球兰为一种附生攀援藤本植物，通体具乳白色胶乳。茎通常具不定根，后脱落。叶对生，叶片厚，硬革质，圆锥形、长圆形、长扁形的叶形或片状；基部圆形，先端渐尖到具芒渐尖；9.0-14.0（-17.0）厘米×2.5-3.5厘米，背面散布稀疏的黄色短毛，沿中脉稍密，正面无毛。叶柄2.0-3.0厘米，圆柱形，粗壮；侧脉约5-6对，从基部到先端约15-45°向主脉不明显斜升，在边缘附近网结。假伞形花序，腋外生，凸形，最多可达17朵花；花序梗长2.5-5.5厘米；多年生。花梗长2.9-3.3厘米，具红紫色斑点，有时疏生毛；小苞片簇生在基部，卵形或三角形，正面具短柔毛，先端圆形，长约0.8毫米。花萼红紫色，在极少数情况下基部的外侧疏生毛；裂片几乎分开到基部，卵形，约2.0×1.8毫米，先端圆形，在弯缺处有10个或更多的基部腺体。花冠乳白色，直径1.5-1.7厘米，反折；裂片约6.0×5.0毫米，正面整个边缘具长柔毛，背面无毛。副花冠直径约7.0-8.0毫米，裂片卵形，外突起圆形，内突起锐尖，下表面具短柔毛。花药附属物暗红棕色。花粉具斜长的花粉块；花粉块黄色，约970×380㎛，透明的边缘略微向基部延伸。花柱短扁平圆锥状，五边形；柱头锐尖，子房卵形，无毛。蓇葖果线形，4.7－6.6厘米×3.0－5.0毫米。